# Lisia (scultore)
Lisia (in greco antico: Λυσίας?, Lysías, in latino Lysĭas; Chio, 200 a.C. circa – Chio, 150 a.C. circa) è stato uno scultore greco antico.

## Biografia
Le documentazioni storiche ci informano che Lisia, figlio di Pirrandro, durante la sua carriera artistica, realizzò una statuetta di Eracle che beve sdraiato sulla pelle di leone,oltre a un'altra statuetta firmata a Lindo (Rodi).
Si deve identificare con il Lisia menzionato da Plinio il Vecchio (Naturalis historia, XXXVI, 36), come scultore di una quadriga con Apollo e Artemide, in un unico blocco di marmo, con la quale Augusto adornò l'arco e la cappella (edicola) ornata di colonne sul Palatino, eretto in onore di suo padre Gaio Ottavio.
La presenza dell'edicola si spiega con l'insieme dei moventi e avvenimenti che caratterizzarono il sincretismo e l'eclettismo dell'età augustea, così come l'utilizzo di monumenti greci aveva il compito di elevare artisticamente l'opera.
La dedica al padre di Augusto, la posizione sul Palatino e il gruppo su quadriga sull'arco rendono concreta l'ipotesi che il monumento fosse collegato con il culto di Apollo e che rappresentasse un luogo sacro legato alla divinità.
Lo stile di Lisia è stato definito virtuosistico, aderente a una corrente artistica intermedia tra il barocco asiano e il pittoricismo rodio.